# Eczacıbaşı SK (volleyboll, damer)
Eczacıbaşı SKs damvolleybollssektion bildades 1966 och är baserad i Istanbul, Turkiet. Laget har vunnit turkiska mästerskapen 16 gånger, mer än något annat lag. De har också vunnit CEV Champions League en gång (2014-2015), CEV Cup tre gånger (1999, 2018 och 2022) och klubbvärldsmästerskapet två gånger (2015 och 2016).
Av sponsorsskäl har klubben använt ett antal olika namn:
- Eczacıbaşı (1966-2007)
- Eczacıbaşı Zentiva (2007-2010)
- Eczacıbaşı VitrA (2010-2021)
- Eczacıbaşı Dynavit (2021-)